# 모데라토 칸타빌레
《모데라토 칸타빌레》(Moderato Cantabile, Seven Days... Seven Nights)는 프랑스에서 제작된 피터 브룩 감독의 1960년 드라마 영화이다. 잔느 모로 등이 주연으로 출연하였다. 1960년 칸 영화제에 출품되었으며 여기서 잔느 모로는 여우주연상을 받았다. 1958년 소설 모데라토 칸타빌레(Moderato cantabile)에 기반을 둔다.

## 출연

### 주연
- 잔느 모로
- 쟝 뽈 벨몽도

### 조연
- 파스칼 드 보이슨

## 기타
- 원작자: 마르그리트 뒤라스
- 미술: 로버트 앤드레